# Ильин, Александр Васильевич (футболист)
Алекса́ндр Васи́льевич Ильи́н (род. 5 февраля 1993, Кемерово) — российский футболист, полузащитник клуба «Фрегат».

## Биография

### Клубная карьера
Воспитанник футбольной школы московского «Спартака». В 2010 году стал победителем молодёжного первенства. В январе 2011 года клуб расторг контракт с футболистом, и Александр стал свободным агентом. В августе Ильина пригласило «Динамо». Дебютировал в Премьер-лиге 28 августа, в 22-м туре против «Спартака-Нальчика», выйдя на замену на 84-й минуте вместо Андрея Воронина. С 2014 года находился в аренде в «Сахалине». летом 2015 на правах аренды перешёл в петербургское «Динамо».

### Авария 12 сентября 2015
Утром 12 сентября 2015, находясь в состоянии алкогольного (по другой информации, наркотического) опьянения за рулём своего автомобиля, спровоцировал ДТП на трассе А-121 «Сортавала» в районе съезда к Агалатово, в котором погибло два человека. У одного из погибших осталось пятеро детей. Ещё один человек получил тяжёлые травмы. В отношении Ильина возбуждено уголовное дело, в сентябре 2016-го осуждён на 5 лет и 10 месяцев лишения свободы.

### Дальнейшая карьера
С февраля 2021 года был в составе крымского клуба «Кызылташ». 13 июля подписал контракт с клубом «Знамя Труда».

### Карьера в сборных
С 2009 по 2011 год выступал за юношеские сборные России до 17 и до 18 лет. В июне 2011 года стал победителем международного турнира в Казахстане, посвящённого 10-летию Шанхайской организации сотрудничества. Был признан лучшим нападающим этого соревнования.

## Достижения
- Победитель первенства России среди молодёжных команд: 2010
- Победитель первенства России среди молодёжных команд: 2011/2012